# Негайна поставка
Негáйне постáчання (спот) — постачання товару на організованому аграрному ринку на умовах, що передбачають передання у власність або розпорядження (власністю) такого товару контрагенту протягом п'яти робочих днів, наступних за днем укладення відповідного цивільно-правового договору, при виконанні таким контрагентом його умов.